# Zimbabwe
Lo Zimbabwe (pronunciato [zimˈbabwe]), ufficialmente Repubblica dello Zimbabwe, è uno Stato dell'Africa meridionale, situato tra il fiume Zambesi e il fiume Limpopo; è uno stato senza sbocco al mare e confina a nord con lo Zambia, a est con il Mozambico, a sud con il Sudafrica e a ovest con il Botswana. Fino al 1979 era noto come Rhodesia Meridionale o più semplicemente Rhodesia.
La sua popolazione è di 16 340 822 abitanti (2023), e ha una superficie di 390 757 chilometri quadrati; la capitale è Harare, nota fino al 1980 con il nome di Salisbury. Il Paese riconosce 16 lingue ufficiali, l'assoluta maggioranza delle quali appartenenti al gruppo bantu (shona e ndebele fra le maggiori) oltre all'inglese e ad alcuni dialetti appartenenti alla famiglia khoisan.

## Storia

### Storia antica e affermazione degli Shona
Il territorio è abitato sin da tempi remoti. Già intorno al IV secolo iniziò l'insediamento di popolazioni bantu, in particolare del gruppo karanga, da cui discendono gli shona odierni, etnia maggioritaria del paese. Le rovine di Grande Zimbabwe (scoperte nel 1871) testimoniano la presenza nella zona, fin dal XII secolo, di una civiltà dall'elevato sviluppo, di cui però si sa pochissimo. Nel XV secolo si affermò nella regione il grande Impero di Monomotapa (fondato nel 1440), ed ebbero inizio notevoli relazioni commerciali ed economiche sia con le genti arabe (con cui Monomotapa commerciava certamente in schiavi) sia con gli europei, soprattutto portoghesi.

### La colonizzazione degli Ndebele
Nel 1837 il territorio degli shona fu conquistato dagli ndebele (o matabele), i quali erano stati cacciati oltre le sponde del fiume Limpopo dall'espansionismo degli zulu guidati da Shaka. I matabele, guidati dal sovrano Mzilikazi, sottomisero gli shona, i quali, sottoposti a pesanti tributi, furono confinati nel nord del paese.
La popolazione shona si ribellò nel 1896 e nel 1897, con le cosiddette Guerre Matabele. La ribellione fu chiamata "chimurenga", nome che da allora in poi designò ogni tipo di rivolta a matrice shona.

### Il dominio di Cecil Rhodes

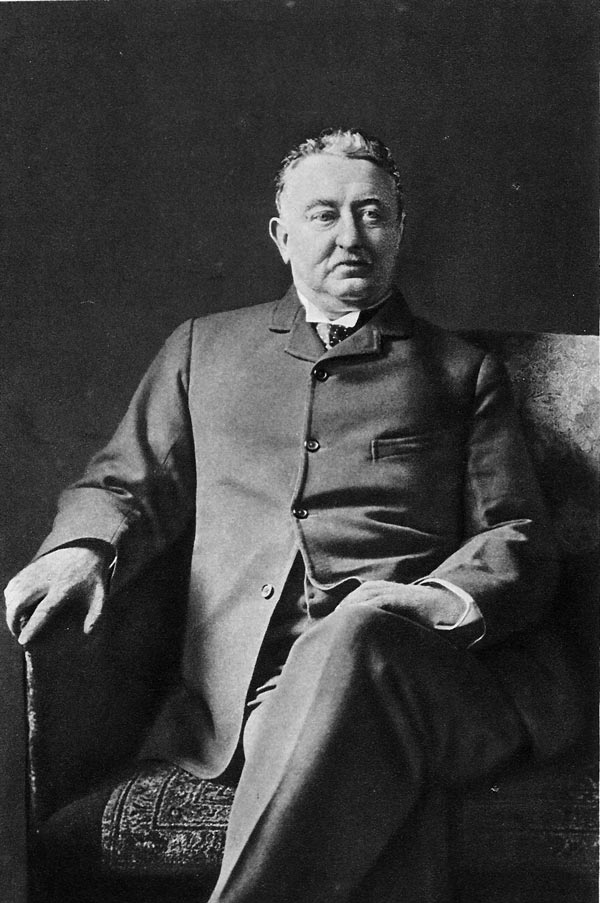
Cecil Rhodes

Nonostante un primo approccio al territorio dei portoghesi tra i secoli XV e XVI, la vera opera di colonizzazione bianca fu britannica e molto più tardiva. In particolare l'opera colonizzatrice fu svolta alla fine del XIX secolo da Sir Cecil Rhodes, esploratore e uomo d'affari inglese, il quale aveva come sogno un Impero Britannico dal Cairo a Città del Capo. Rhodes nel 1888 stipulò un accordo con il re dei matabele Lobenguela, assicurandosi lo sfruttamento delle risorse minerarie del territorio, confermatogli un anno dopo dalla Corona Inglese. Rhodes dette il proprio nome alle regioni che divennero note come Rhodesia Meridionale (attuale Zimbabwe) e Rhodesia Settentrionale (attuale Zambia). Queste due terre divennero così un dominio diretto di Rhodes e della sua compagnia, la British South Africa Company, che fungeva da organo amministrativo. Rhodes morì nel 1902 e la gestione diretta del territorio da parte della BSAC si protrasse fino al 1923.

### La trasformazione in colonia britannica

La bandiera della Rhodesia Meridionale britannica

Nell'ottobre 1923 la Rhodesia Meridionale, dopo il referendum dell'anno precedente, divenne una colonia del Regno Unito, sottoposta al controllo della Corona Inglese. L'organizzazione della nuova colonia fu improntata al principio dell'autogestione in politica interna, mentre la politica estera era posta sotto il controllo della madrepatria. I rhodesiani combatterono infatti accanto al Regno Unito nella Seconda guerra mondiale.
Nel 1953, nonostante l'opposizione di gran parte della popolazione bantu, le due Rhodesie furono incorporate con il Nyassaland, l'attuale Malawi, nella Federazione della Rhodesia e del Nyassaland.
All'interno della Federazione il ruolo dominante fu subito giocato dall'attuale Zimbabwe, vero e proprio cuore della nascente unione di colonie. La spinta sempre più forte dei movimenti africani nazionalisti, sia bianchi sia neri, contribuì alla caduta della Federazione, sciolta nel 1963, con la conseguente dichiarazione di indipendenza di Malawi e Zambia.

### L'indipendenza

La bandiera de facto della Rhodesia

Il Primo Ministro della Rhodesia Meridionale, Ian Douglas Smith, segretario del principale partito bianco, il Fronte Rhodesiano, proclamò a sua volta (11 novembre 1965) l'indipendenza della colonia dalla Gran Bretagna. La dichiarazione (UDI, "Unilateral Declaration of Independence") non fu però riconosciuta a livello internazionale. Il paese assunse il nome ufficiale di Repubblica di Rhodesia. Il 12 novembre il Consiglio di Sicurezza delle Nazioni Unite si riunì emanando la Risoluzione 216, con la quale si invitavano tutti i membri dell'ONU a non riconoscere la Repubblica di Rhodesia, contro la quale furono applicate, per la prima volta nella storia dell'ONU, sanzioni economiche.

### Il dominio bianco
Socialmente ed economicamente la struttura del nuovo Stato si basava su un controllo generale dei bianchi sulla vita statale, una predominanza garantita da un regime molto simile a quello dell'apartheid sudafricano. I principi alla base di tale organizzazione erano costituiti dalla convinzione che, secondo il partito di Smith, i bianchi di stirpe anglosassone avessero il diritto di gestire lo Stato che essi soli avevano fondato con fatica, indipendentemente dal fatto che fossero maggioranza o minoranza. In base al pensiero politico di Smith, i neri avrebbero dovuto integrarsi gradualmente nella struttura socio-economica della Rhodesia, in modo da non stravolgerne i capisaldi. Tra i neri, Smith individuò negli ndebele il gruppo più propenso al dialogo, mentre gli shona rimasero tradizionalmente suoi ferrei nemici.
Tale impostazione fu osteggiata non solo dalla comunità internazionale (eccezion fatta per Sudafrica e Portogallo, che riconobbero la Rhodesia), ma anche dai principali partiti neri del paese, in particolare quelli di matrice shona. Fu così che, alla fine degli anni sessanta, cominciò una vera e propria guerra civile tra bianchi e neri, soprattutto di etnia shona. I rivoltosi furono guidati dai partiti etnici ZANU, di matrice shona, più violento, e ZAPU, di matrice ndebele e più disposto al dialogo, rispettivamente guidati da Robert Mugabe e Joshua Nkomo. I neri shona furono apertamente sostenuti dall'URSS e dal Patto di Varsavia. Molti attivisti neri e bianchi perirono negli scontri, ma con il venire meno dei suoi pochi appoggi internazionali e il rafforzarsi della guerriglia, Smith fu costretto a cedere.

### L'inizio del dominio shona

La bandiera dello Zimbabwe Rhodesia (1979-80)

Nel 1979, grazie anche all'opera della Gran Bretagna, si arrivò a un accordo tra le parti: l'ex colonia venne chiamata Zimbabwe Rhodesia, e con questo nome avrebbe dovuto gestire un processo di transizione per passare a una definitiva indipendenza; presidente di questa temporanea entità politica fu il vescovo anglicano Abel Muzorewa, esponente moderato dei ribelli. L'esperienza durò però pochi mesi, sostituita da un temporaneo ritorno del governo britannico della rinata colonia della Rhodesia Meridionale, che gestì la transizione all'indipendenza. Nel 1980 lo Zimbabwe assunse il nome odierno e la sua indipendenza fu riconosciuta a livello internazionale. Le prime elezioni del paese, stavolta a suffragio universale, elessero Capo del Governo Robert Mugabe, leader dello ZANU; primo Capo di Stato fu Canaan Banana, facente parte dello stesso partito. Anche per Nkomo e lo ZAPU si registrò un sostanziale successo, mentre Muzorewa ottenne un risultato al di sotto delle aspettative.

### La prima fase dell'era di Mugabe
Inizialmente i bianchi riuscirono a mantenere qualche deputato, ma furono via via estromessi dal potere politico. Mugabe, con consenso internazionale, riuscì infatti a limitarne sempre più le iniziative, finché lo stesso Smith dovette ritirarsi a vita privata e infine autoesiliarsi in Sudafrica. Mugabe organizzò un governo di ispirazione vagamente marxista-leninista, non rinunciando però a improvvise concessioni al liberismo. Le attenzioni di Mugabe si rivolsero per tutti gli anni ottanta alle etnie nere rivali, in particolare gli ndebele. Tra ZANU e ZAPU nel 1983 scoppiò un terribile conflitto, che fece migliaia di vittime. Nel 1988 si tornò alla pace con un accordo tra i due partiti, che si unirono nello ZANU-PF. In realtà, Mugabe otteneva così il ritiro di Nkomo e l'esclusione di tutti gli ndebele dai posti di governo, in modo da consolidare il dominio della sua etnia e, nell'ambito di questa, del suo clan personale, tanto che si diffuse anche tra i bianchi il seguente motto: "Mugabe the liberator? Ask Ndebele people" ("Mugabe il liberatore? Domandalo alla gente Ndebele").
Nel 1987, scaduto il termine settennale di Canaan Banana, Robert Mugabe si autoproclamò presidente con poteri esecutivi, eliminando la carica di Primo Ministro. Riconfermato nel 1990 e nel 1996, Mugabe e il suo partito accentrarono in sé i poteri dello Stato, assumendo atteggiamenti sempre più demagogici e repressivi verso qualunque forma di opposizione.
Nel 1992, uno studio della Banca Mondiale ha indicato che dal 1980 sono stati costruiti più di 500 centri sanitari. La percentuale di bambini vaccinati è aumentata dal 25% nel 1980 al 67% nel 1988 e l'aspettativa di vita è passata da 55 a 59 anni. Le iscrizioni sono aumentate del 232 per cento un anno dopo che l'istruzione primaria è stata resa gratuita e le iscrizioni alla scuola secondaria sono aumentate del 33 per cento in due anni.
Diverse leggi sono state approvate negli anni '80 nel tentativo di ridurre i divari salariali. Tuttavia, i divari sono rimasti considerevoli. Nel 1988 la legge ha conferito alle donne, almeno in teoria, gli stessi diritti degli uomini. In precedenza, potevano prendere solo poche iniziative personali senza il consenso del padre o del marito.

### La seconda fase dell'era di Mugabe

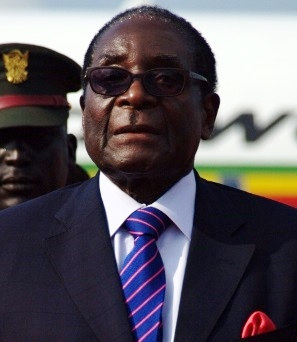
Robert Mugabe.

Tra la seconda metà degli anni novanta e oggi, il regime di Mugabe si è scagliato in particolare contro i bianchi e, più in generale, contro gli oppositori riuniti nel Movimento per il Cambiamento Democratico (MDC), guidata da Morgan Tsvangirai. I bianchi sono stati questa volta colpiti dal punto di vista economico attraverso politiche di esproprio forzato dei latifondi. Innumerevoli gli episodi di violenza. Buona parte dei bianchi sono così momentaneamente emigrati. Mugabe ha così privato il paese della sua impalcatura economica, trascinandolo nella più totale rovina sociale ed economica, come dimostrano tutti i parametri economici a cominciare da una spaventosa inflazione e dalla penuria dei generi alimentari di prima necessità.
Il governo di Mugabe è stato oggetto di innumerevoli accuse di gravi violazioni dei diritti umani. A complicare la situazione interviene inoltre l'estrema diffusione dell'AIDS, che ha determinato una drammatica discesa dell'aspettativa di vita.
Peraltro la diffusione dell'AIDS attraverso lo stupro è un'arma biologica che è stata sfruttata da Mugabe contro le etnie rivali, come ha testimoniato il rapporto all'ONU delle Associazioni Femminili dello Zimbabwe.
Nel 2008 Mugabe è stato nuovamente riconfermato al vertice del paese, in un turno elettorale contrassegnato da tumulti e violenze generalizzate. Nel settembre 2008, dopo cinque mesi di trattativa, si è arrivati al seguente accordo: Mugabe rimane presidente del paese, mentre Morgan Tsvangirai, leader del partito d'opposizione MDC, diventa il nuovo primo ministro. Al primo spetta la guida delle forze armate, al secondo rispondono le forze di polizia. Mugabe inoltre è a capo di un gabinetto, con funzioni consultive, composto da 31 rappresentanti, 15 del suo partito, lo Zanu-PF, e 16 dell'opposizione, l'MDC. Vice premier diventa il quarantaduenne Arthur Mutambara, esponente dell'ala scissionista dell'MDC, più vicina allo Zanu-PF di Mugabe.
Mugabe negli ultimi anni di presidenza è stato apertamente appoggiato dalla Cina, che cerca in Zimbabwe materie prime per lo sviluppo. Nelle elezioni del 2013 Mugabe è rieletto presidente con il 61,09% dei voti, sconfiggendo Tsvangirai; l'opposizione denuncia brogli ed irregolarità.
Dal lunedì 15 giugno 2015 lo Zimbabwe ritira dalla circolazione la propria moneta nazionale, il dollaro zimbabwese, ormai troppo svalutata dopo oltre un decennio di gravissima inflazione, che non veniva più stampata dal 2009 (anno in cui la banconota di valore maggiore aveva raggiunto un taglio di 100 000 miliardi). Esso viene sostituito da dollaro USA e rand sudafricano: il cambio viene fissato in 250 000 miliardi di dollari zimbabwiani per un dollaro americano in caso di banconote stampate prima del 2009, mentre per le banconote stampate in tale anno il cambio si attesta a 175 milioni di miliardi di dollari zimbabwiani per avere in cambio cinque dollari americani. La Reserve Bank of Zimbabwe ha accumulato 20 milioni di dollari USA per le operazioni di cambio.

### Il colpo di Stato e la presidenza di Mnangagwa

La bandiera dello Zimbabwe

Il 15 novembre 2017 un colpo di Stato non cruento rimuove dal potere il novantatreenne Mugabe, il quale il 21 novembre successivo è costretto a rassegnare le dimissioni. I militari insediano al suo posto Emmerson Mnangagwa, ex vicepresidente del paese allontanato da Mugabe qualche mese prima.
Mnangwagwa viene successivamente eletto presidente nelle elezioni generali del 2018 con il 50,67% dei voti, sconfiggendo Nelson Chamisa. Le elezioni sono segnate da proteste e accuse di brogli e irregolarità.
A giugno 2019 viene adottato come valuta il dollaro RTGS, che verrà nuovamente affiancato dalla valuta estera dieci mesi dopo.
Robert Mugabe muore il 6 settembre 2019 a seguito di un cancro alla prostata, da tempo in cura a Singapore terminando così il suo regime dittatoriale. 

## Geografia

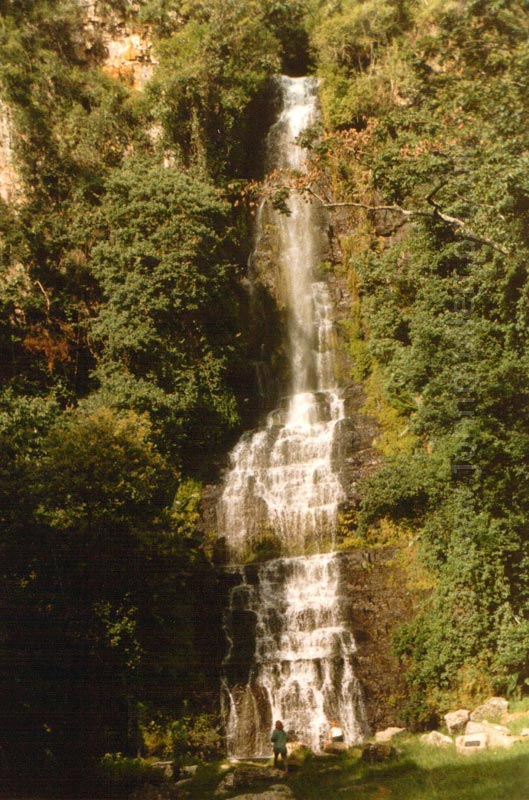
Bridal Veil Falls, Eastern Highlands

Lo Zimbabwe appartiene alla regione dell'Africa Australe ed è compreso tra i fiumi Limpopo e Zambesi. Non ha sbocchi sul mare, ma le precipitazioni sono abbastanza frequenti e le acque interne abbondanti; con una discreta disponibilità di acqua e un clima favorevole all'insediamento, si può dire che il paese presenti caratteristiche geografiche più ospitali di quelle di tanti altri territori africani. Grazie alla speciale protezione riservata al prezioso e vario ambiente naturale e animale, lo Zimbabwe è sempre stato uno dei paesi più visitati dell'Africa.

### Morfologia
Il territorio è piuttosto uniforme e consiste in una parte dell'altopiano compreso tra il fiume Limpopo (sud) e lo Zambesi (nord). Le vette più alte, che si trovano a Nord e Nord-Est sulle dorsali Mavuradona e Inyangani, digradano in direzione del Mozambico senza mai superare i 2 500-2 600 metri di altitudine. Il territorio è diviso in tre fasce in base all'altitudine: basso Veld (0-700 metri), medio Veld (700-1 200 metri), alto Veld (altitudini superiori). Il territorio dello Zimbabwe fa parte della zolla continentale dell'Africa meridionale e presenta masse cristalline archeozoiche ricoperte in seguito da sedimenti; a causa delle vicende tettoniche che interessano la porzione di zolla corrispondente al territorio dello Zimbabwe, si è sviluppata un'attività vulcanica la quale ha a sua volta provocato la formazione di giacimenti diamantiferi, numerosissimi in tutto il paese.

### Idrografia
Il fiume principale del paese è lo Zambesi, il quale funge da confine con il limitrofo Stato dello Zambia; esso alimenta il bacino idroelettrico di Kariba e dà vita alle cascate Vittoria. I suoi affluenti principali sono il Gwayi e il Sanyati. A sud il Limpopo, che nasce nell'Alto Veld, delimita il confine con la regione sudafricana del Transvaal, il lago più grande è il lago kariba.

### Clima
Il clima è di tipo tropicale: presenta quindi due stagioni, una secca da aprile a ottobre (inverno australe), l'altra piovosa tra novembre e marzo (estate australe).
La temperatura varia a seconda della fascia di altitudine, per cui si hanno escursioni termiche ridottissime nell'alto e nel medio Veld, mentre si ha un'accentuazione nello scarto tra temperatura invernale ed estiva nel basso Veld; la piovosità annua si tiene su una media di 700 mm.

## Popolazione

Andamento della popolazione dello Zimbabwe dal 1950 al 2020

| 1950 | 2,7   |
| 2000 | 12,2  |
| 2016 | 16,15 |

### Etnie

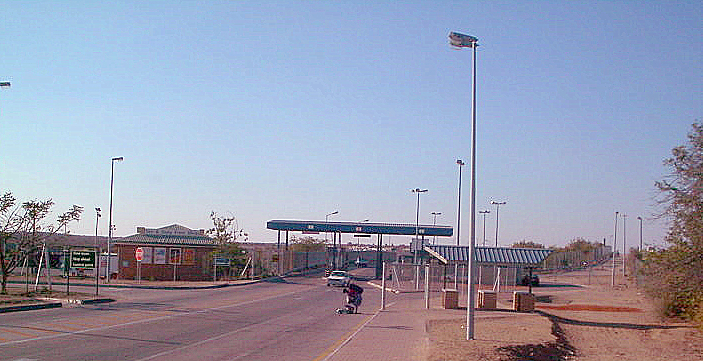
Postazione di confine tra Zimbabwe e Sudafrica. Spesso immigrati provenienti dallo Zimbabwe cercano di recarsi in Sudafrica, in cerca di migliori condizioni economiche. L'enorme afflusso di persone ha creato problemi tra i due paesi.

L'etnia prevalente è quella nera bantu shona (67,1%); seguono i bantu ndebele (13%), i chewa (4,9%) e i bianchi, massimamente di stirpe anglosassone (3,5% nel 2004, ma in forte diminuzione per via dell'emigrazione causata dalle repressioni governative). Il restante 11,5% va suddiviso tra meticci, mulatti, asiatici e altri.
Secondo il censimento del 2012, il 99,7% della popolazione è di origine africana.
Si calcola che gli zimbabwesi all'estero ammontino a svariati milioni di persone ed esiste anche un Governo Rhodesiano in esilio. In particolare, a causa delle intollerabili condizioni economiche e politiche interne, dalla metà del 2007 sono fuggite dal paese altre 3,4 milioni di persone.

#### Europei
Nel 1891, prima che i britannici istituissero la colonia della Rhodesia Meridionale, era stimato che circa 1 500 europei vi risiedessero. Questa comunità europea crebbe rapidamente fino a 75 000 persone nel 1945 per raddoppiare a 150 000 dieci anni dopo, nel 1955. Durante questo decennio, 100 000 nativi furono costretti ad abbandonare terreni agricoli che vennero riassegnati a proprietari britannici.
L'emigrazione britannica su vasta scala in Rhodesia non cominciò prima della seconda guerra mondiale e la comunità britannica ammontava a circa 270 000 persone verso la fine degli anni '60. Contribuì molto all'immigrazione britannica lo stanziamento di veterani subito dopo la fine del secondo conflitto mondiale e altro personale di servizio dall'India britannica (ormai prossima all'indipendenza dal Regno Unito), così come l'arrivo di altri euro-africani dal Kenya, dal Congo Belga, dallo Zambia, dall'Algeria e dalla colonia portoghese del Mozambico. Per un certo periodo la Rhodesia divenne e funzionò come una specie di paradiso per tutti gli Occidentali che si stavano ritirando a causa della decolonizzazione dall'Africa e dall'Asia.
A ogni modo gli Occidentali non costituirono mai più del 7,3% della popolazione del Paese. Secondo un articolo di World Affairs, nel 1975 la comunità bianca aveva raggiunto il suo picco (numerico) di 296 000 residenti.
Dopo la ricostituzione della colonia come Zimbabwe nel 1980, gli europei - che fino ad allora, pur essendo una minoranza, avevano governato il Paese - si ritrovarono una minoranza etnica - tra l'altro molto mal tollerata - in un Paese dell'Africa a stragrande maggioranza di nativi. Alcuni cittadini euroafricani dello Zimbabwe cominciarono a emigrare nei primi anni 1980 temendo per la propria vita e per incertezza del futuro, sebbene un numero significativo continuasse a rimanervi. Le agitazioni politiche e la confisca illegale di molte aziende agricole di proprietà di cittadini di origine britannica provocò un nuovo e più massiccio esodo nel 1999 (anno in cui vi erano ancora 120 000 Occidentali nel Paese), tanto che il censimento del 2002 riportò solo 46 743 europei rimasti in Zimbabwe (di cui, tra l'altro, oltre 10 000 anziani e meno di 9 000 sotto i 15 anni) e quello del 2012 addirittura ne conteggiò appena 28 732 (ovvero circa lo 0,22% della popolazione e, numericamente, un decimo della comunità stimata nel 1975).
La maggioranza dell'emigrazione europea si è diretta verso il Regno Unito (tanto che tra i 200 000 e i 500 000 cittadini britannici sono di origine rhodesiana o zimbabwese), Sudafrica, Botswana, Zambia, Canada, Australia e Nuova Zelanda.

### Lingue
Il Paese riconosce sedici lingue ufficiali, l'assoluta maggioranza delle quali appartenenti al gruppo bantu (shona e ndebele fra le maggiori), oltre all'inglese e ad alcuni dialetti appartenenti alla famiglia khoisan. Le lingue più diffuse sono quelle delle due principali etnie: la lingua shona e la lingua ndebele, parlate rispettivamente dal 76% e dal 18% degli zimbabwesi.

### Religione
Il 62% della popolazione segue la religione cristiana, protestante o scismatica: metodisti, avventisti e anglicani; i cattolici costituiscono circa il 10% dei cristiani, mentre il resto della popolazione è animista. Spesso, però, cristianesimo e culti indigeni vengono fusi.

## Ordinamento dello Stato

### Suddivisione amministrativa

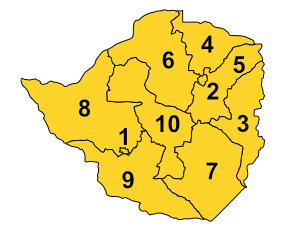
Suddivisione in province

Da un punto di vista amministrativo il paese è diviso in otto province più due città con status di provincia (Harare e Bulawayo). A loro volta le province sono divise in 59 distretti e 1 200 comuni costituiti da diversi villaggi.
I dati sulla popolazione della tabella seguente sono riferiti al censimento del 18 agosto 2002.
| N. | Provincia           | Superficie (km²) | Abitanti   | ab/km² |
| -- | ------------------- | ---------------- | ---------- | ------ |
| 1  | Bulawayo            | 479              | 676 787    | 1 413  |
| 2  | Harare              | 872              | 1 903 510  | 2 183  |
| 3  | Manicaland          | 36 459           | 1 566 889  | 43     |
| 4  | Mashonaland Central | 28 437           | 998 265    | 35     |
| 5  | Mashonaland East    | 32 230           | 1 125 355  | 35     |
| 6  | Mashonaland West    | 57 441           | 1 222 583  | 21     |
| 7  | Masvingo            | 56 566           | 1 318 705  | 23     |
| 8  | Matabeleland North  | 75 025           | 701 359    | 9      |
| 9  | Matabeleland South  | 54 172           | 654 879    | 12     |
| 10 | Midlands            | 49 166           | 1 466 331  | 30     |
|    | Totale              | 390 757          | 11 634 663 | 30     |

Fonte: Central Statistical Office of Zimbabwe

### Città principali

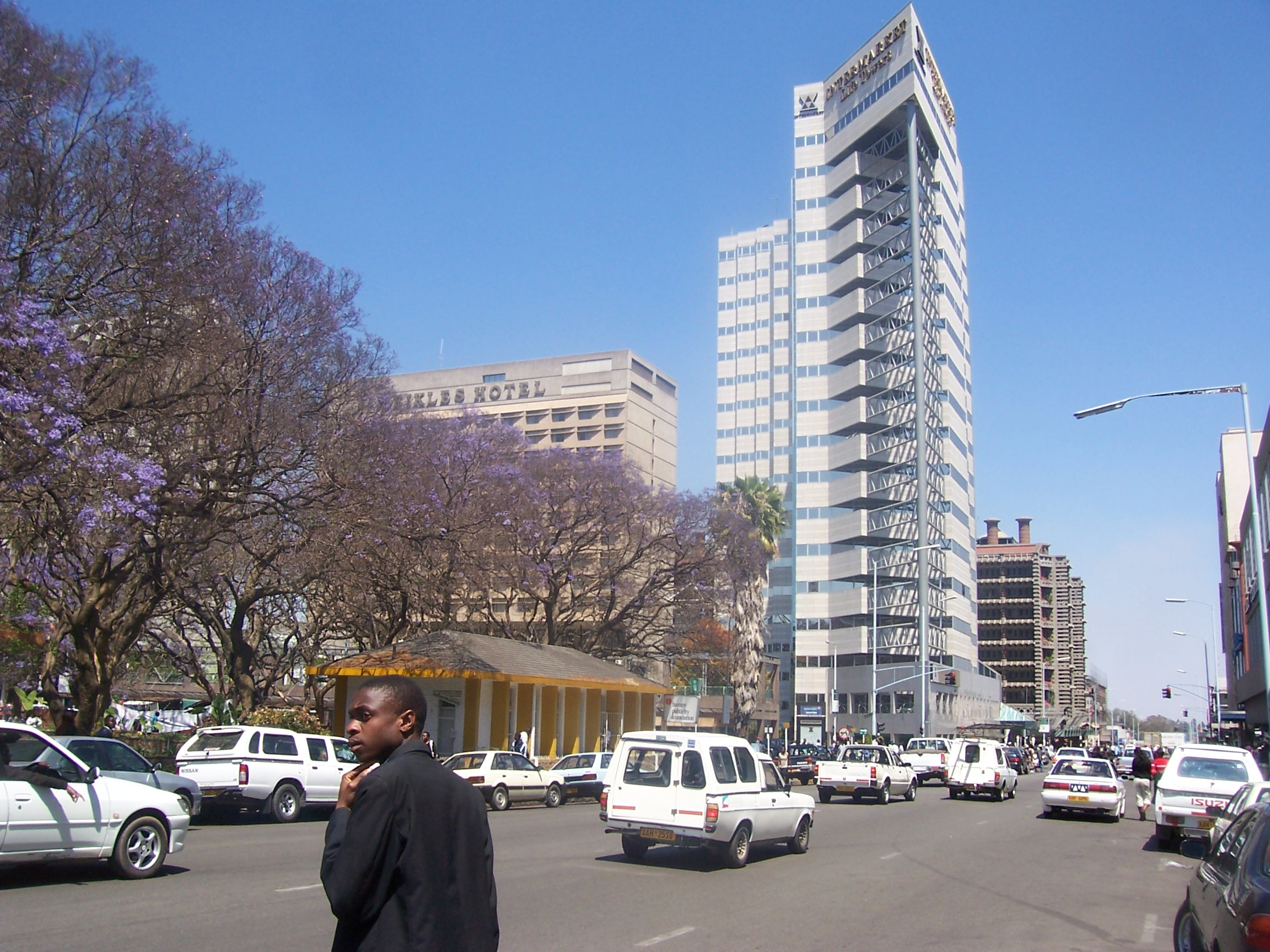
Harare, capitale dello Zimbabwe

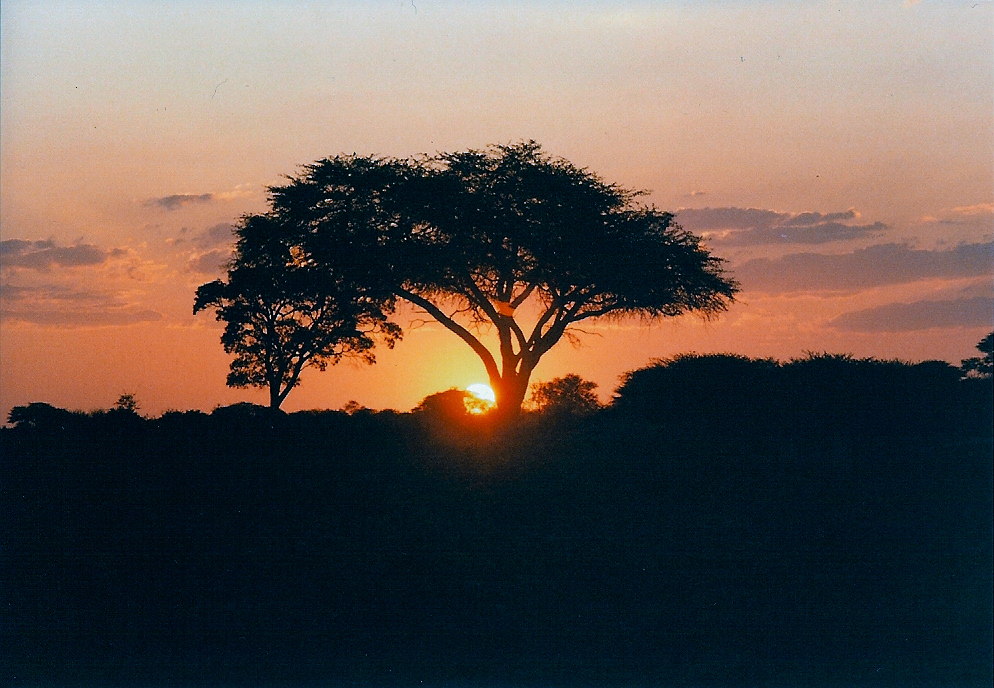
Hwange, tramonto

Le città di Harare e Bulawayo sono le più importanti dello Stato e godono dello status di province. Harare è la capitale, il centro amministrativamente e politicamente più importante, ospita l'Università dello Zimbabwe ed è inoltre uno snodo commerciale di notevole rilievo. Bulawayo è invece la città più importante dal punto di vista economico, si trova nella parte meridionale del paese e grazie alla sua vicinanza con il Sudafrica è un importante snodo ferroviario e sede di un buon numero di industrie. Altri centri di rilievo sono Mutare, Gweru, Masvingo, Hwange e Chitungwiza. Tra questi è particolarmente importante Mutare, centro economico, commerciale e soprattutto turistico, grazie ai parchi nazionali presenti nelle vicinanze.

### Istituzioni
Lo Zimbabwe ha ottenuto l'indipendenza dalla Gran Bretagna il 18 aprile del 1980, mentre ha una costituzione in vigore dal 21 dicembre del 1979, che ancora costituisce il documento fondamentale nonostante i vari cambiamenti a cui è stata sottoposta.
L'attuale Costituzione dello Zimbabwe risale al 9 maggio 2013.
Il sistema legale si basa su un insieme di elementi del sistema inglese con la Common Law e altri del sistema romano.
Lo Zimbabwe ha un governo di stampo dittatoriale ed è una repubblica semipresidenziale. Il Parlamento è divenuto bicamerale nel 2005: alla Camera dei Rappresentanti, di 120 membri di cui 12 di nomina presidenziale, si è affiancato il Senato, che dovrà essere nominato su base etnica e tribale. Il suffragio è universale per coloro che abbiano compiuto i 18 anni di età.

### Istruzione e università

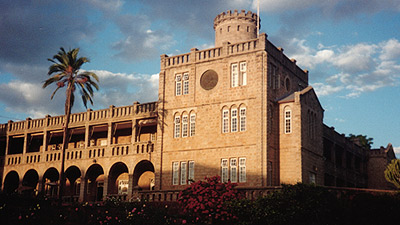
Il Saint-Georges College di Harare

Nel 2005 il tasso di alfabetizzazione dello Zimbabwe si attestava al 90%, il più alto dell'intera Africa dopo quello delle Seychelles; un ottimo risultato se si considera che questa percentuale era pari al 39% nel 1962. Dopo il raggiungimento dell'indipendenza, il governo ha dato grande impulso alla pubblica istruzione; i circa 95 000 insegnanti costituiscono buona parte dei dipendenti dello Stato. La scuola primaria è obbligatoria e gratuita, ma meno della metà dei bambini che la frequentano accede alla scuola secondaria, che è facoltativa e a pagamento. A causa della crisi attuale i tassi di abbandono scolastico hanno subito un'impennata e l'analfabetismo è in forte aumento. Un tempo si avevano scuole private di prestigio, ma il loro livello si è ora decisamente abbassato con la fuga dei bianchi e la diffusione della cultura e della letteratura nel paese si è depressa in modo repentino.
Le principali università sono:
- Università dello Zimbabwe, istituita nel 1955 come University College of Rhodesia and Nyasaland. [37], la più importante e grande, situata ad Harare.
- National University of Science and Technology, Zimbabwe (NUST), la seconda università di stato
- Africa University, situata a Mutare
- Midlands State University
- Bindura University of Science Education
- Solusi University, la più importante università privata del paese

### Sanità
La situazione sanitaria è drammatica e si riflette nella mortalità infantile, che colpisce 81 nati su 1 000, e nella speranza di vita di 43 anni, una tra le più basse di tutto il mondo. Secondo dati UNICEF lo Zimbabwe ha avuto la più alta crescita della mortalità infantile nel mondo, avendo fatto registrare un aumento del 50% rispetto ai primi anni Novanta. Intorno al 2003 si attestava al 61‰, adesso è all'81‰. Così la speranza di vita: era di 60 anni all'inizio del XXI secolo, con il tempo è scesa a 45 e adesso è a 43 anni.
Questo spaventoso calo è dovuto alla diffusione dell'AIDS, che negli ultimi tempi si è fatta massiccia: un terzo della popolazione ne è colpita, il quarto più alto tasso di diffusione del mondo. Questa malattia ha provocato più di un milione di orfani..
Nel 1999 è stato redatto il documento intitolato National HIV/AIDS Policy, nel quale vengono analizzate le problematiche relative alla diffusione del virus e vengono additate delle soluzioni che si inseriscono in una strategia globale a livello nazionale.
Anche la malaria è sempre più presente e il rischio di epidemie è alto, visto il peggioramento delle condizioni igieniche e sanitarie: Harare soffre per la mancanza di acqua e le fognature della città sono in uno stato disastroso. Questi due fattori favoriscono l'inquinamento idrico, la nascita di patologie epidemiche (nel 1994 fu registrata anche un'epidemia di peste) e il rischio di colera. Per ragioni economiche il governo ha eliminato le vaccinazioni, peggiorando ulteriormente la situazione.

### Situazione dell'infanzia e degli orfani
In base al documento Inter-Censual Demographic Survey redatto nel 1997 su una popolazione totale di 11,8 milioni i ragazzi di età compresa tra i 5 e i 17 anni sarebbero il 37,25% (circa 4,4 milioni). Di essi, circa 600 000 sarebbero orfani, mentre il numero totale degli orfani, considerando anche i soggetti adulti, salirebbe a 1 milione. Ad Harare, sempre in base ai dati del rapporto, ci sarebbero almeno 538 701 ragazzi, 12,2% del totale, anche se questa stima sembra sia inferiore alla realtà a causa dei fenomeni migratori degli ultimi anni.
La percentuale di ragazzi frequentanti la scuola ad Harare sarebbe intorno all'85%, mentre coloro che non frequentano le strutture educative lo farebbero per i seguenti motivi:
- impossibilità a pagare le tasse: 12,5%;
- respinti: 4,2%;
- non interessati: 1,9%.

Le misure adottate dal governo dello Zimbabwe a favore degli orfani sono state emanate nel 1995 e approvate dal gabinetto solo nel 1999. Queste misure prevedono:
- tutti i ragazzi, compresi gli orfani, hanno diritto a usufruire delle strutture educative;
- il diritto alla proprietà degli orfani deve essere salvaguardato e protetto;
- la cura e il supporto dato agli orfani deve essere in linea con la Convenzione sui diritti del Fanciullo e con l'African Charter on the Rights and Welfare of the Child.

La crisi dovuta all'aumento del numero degli orfani è stata evidenziata a partire dal mese di luglio del 1992, quando il Department of Social Welfare del Governo dello Zimbabwe ha indetto una conferenza nazionale sul tema, con il supporto dell'UNICEF. Venne in tale occasione riconosciuto che un numero limitato di ONG e di Community Based Organisation stavano lavorando sulla problematica per tentare di limitarne gli effetti negativi, e che l'intervento realizzato a livello di comunità, basato sul lavoro di campo, poteva essere l'unico a dare risultati apprezzabili in termini di diminuzione del disagio sociale. La strategia consistente nell'offrire agli orfani una casa e un nucleo familiare, un ambiente stabile nel quale poter vivere e potersi sentire accolti era la sola che potesse contribuire a limitare i danni apparentemente inestimabili causati dalla condizione di orfani nei bambini e nei ragazzi coinvolti.
Nel 1995 il Governo dello Zimbabwe ha sviluppato la National Policy on the Care and Protection of Orphans, approvata definitivamente nel 1999. Questo piano nazionale riaffermava la validità della strategia a livello locale e la necessità di evitare l'istituzionalizzazione degli orfani, tenendola come ultima alternativa possibile.
A metà degli anni ‘90 il Department of Social Welfare ha iniziato una sperimentazione su tre modelli di Community-based Orphan Care: uno in ambito rurale, uno in ambito urbano e uno in aziende agricole (commercial farms). Nel corso dell'anno 2000, 30 comunità stanno sperimentando a vari livelli questi modelli elaborati dal Governo.

### Comunicazioni
Gli unici giornali che vengono pubblicati regolarmente sono quelli governativi, che Robert Mugabe gestiva personalmente per organizzare campagne mediatiche a suo sostegno o a discapito dei suoi avversari. Un esempio è dato dalla vicenda che nel settembre 2007 ha coinvolto l'arcivescovo di Bulawayo Pius Ncube, uno dei più fieri oppositori del governo; travolto da uno scandalo, è stato costretto alle dimissioni. I quotidiani avversi al governo, come il Daily News, sono stati costretti alla chiusura dopo l'esplosione di ordigni nei loro uffici; inoltre non è stata loro rinnovata la licenza di stampa. La BBC e la CNN hanno ricevuto il divieto di filmare o effettuare servizi nel paese. Il governo dello Zimbabwe si avvale dell'emittente televisiva di stato, la Zimbabwe Broadcasting Corporation.

## Politica

### Politica interna
L'attuale fase politica dello Zimbabwe è contrassegnata dal caos e dalla violenza. Il dominio di Mugabe e della sua cerchia permane, ma l'opposizione è diventata sempre più forte, riunita nel Movimento per il Cambiamento Democratico (MDC), il cui leader è Morgan Tsvangirai e che è appoggiata anche dai bianchi. Tsvangirai è stato arrestato nell'ottobre 2000 e nel giugno 2003, e insieme a tanti altri colleghi antigovernativi è soggetto a una vera e propria persecuzione. L'11 marzo 2007 durante un incontro di preghiera del MDC è intervenuta la polizia: Gift Tandare, un importante attivista del partito, è stato ucciso a colpi d'arma da fuoco; il giorno dopo è morto anche Itai Manyeruke, partecipante all'incontro, per complicazioni seguite a un pestaggio delle forze dell'ordine. Il 25 ottobre dello stesso anno è deceduto Nhamo Musekiwa, guardia del corpo di Tsvangirai, anche lui per le conseguenze delle aggressioni ricevute l'11 marzo. Dopo la sua incursione la polizia ha arrestato circa cinquanta importanti dissidenti, tra i quali il leader del MDC. Tutti sono stati picchiati e torturati, e infine rilasciati dopo alcuni giorni.
Anche nel 2008 gli scontri sono continuati e hanno visto il culmine nelle elezioni presidenziali.
Tra le varie iniziative varate del governo, da segnalare la lotta alle perversioni sessuali, probabilmente intentata con l'obiettivo di fornire al governo una moralità da tempo perduta.
L'economia è in profonda recessione e il paese è in una crisi economica, sociale, politica e umanitaria senza precedenti.
L'economia, prima una delle più forti dell'Africa, è adesso al collasso. Gli aiuti umanitari internazionali fanno fatica a giungere, dal momento che il regime tende a dipingere gli stranieri come sabotatori ed è per questo restio a permettere che i cittadini zimbabwesi li vedano presenti sul territorio per aiutare.

### Politica estera

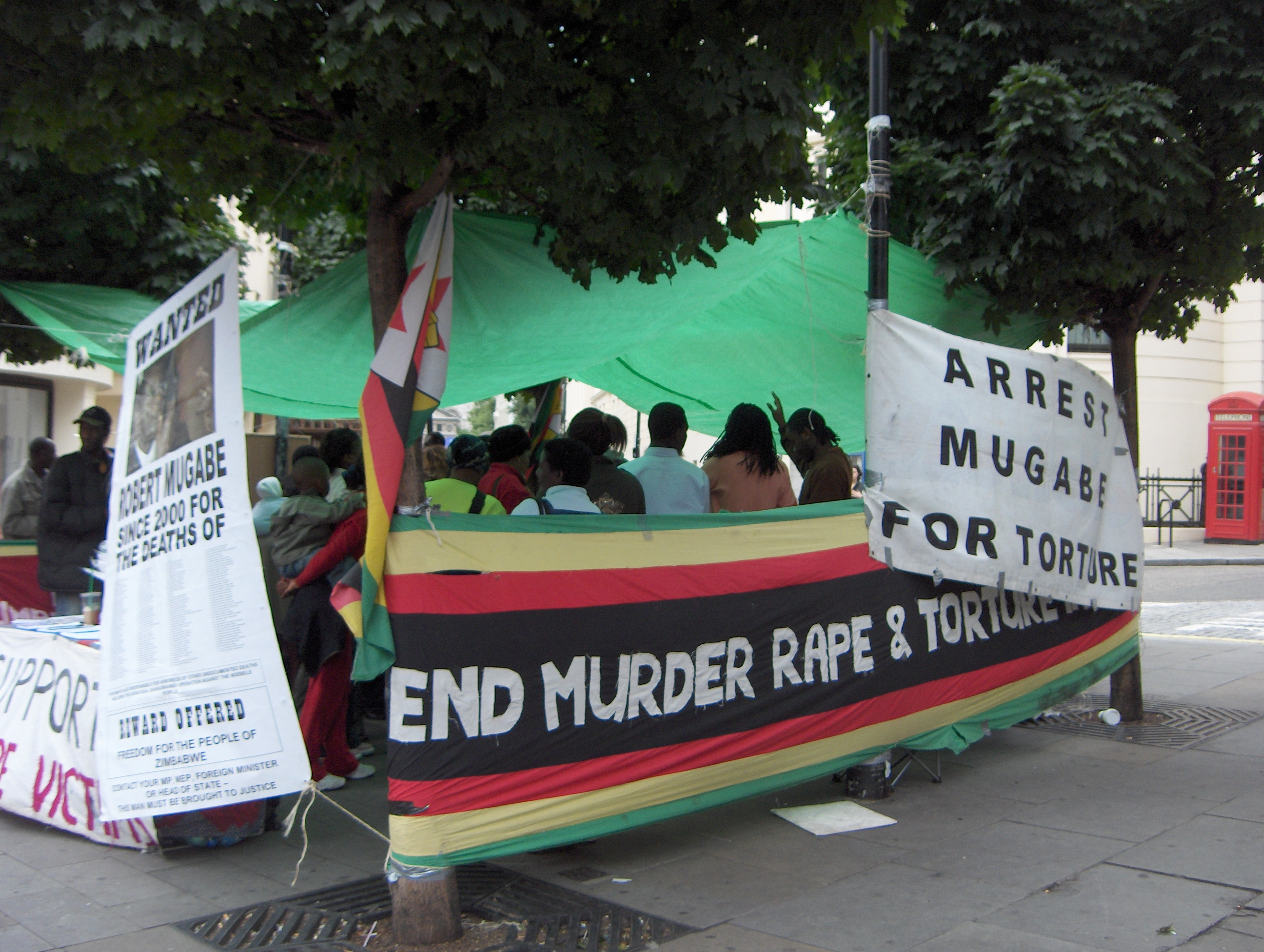
Dimostrazione contro il presidente Robert Mugabe, tenutasi presso l'ambasciata dello Zimbabwe a Londra

Dopo la riforma agraria del 2000, che ha portato all'espropriazione violenta e senza indennizzi di molte tenute dei bianchi, i rapporti con la Gran Bretagna e i paesi europei sono degenerati. Anche i paesi limitrofi hanno via via preso le distanze dallo Zimbabwe. Soprattutto lo Zambia e i paesi afroportoghesi hanno condannato senza mezzi termini le politiche dello Zimbabwe, e ormai l'unico paese che mantiene buoni rapporti diplomatici con Mugabe è il Sudafrica. Non a caso la comunità internazionale ha affidato al presidente sudafricano Thabo Mbeki il compito di mediare con lo stesso Mugabe per convincerlo a dimettersi, o comunque a cambiare linea politica. Mugabe, visto l'isolamento, si è rivolto soprattutto alla Cina, che è diventata così il principale investitore del paese.
Da segnalare l'intervento militare in altri paesi (come ad esempio in Congo-Kinshasa). A Mugabe e al suo braccio destro Perence Shiri è vietato l'accesso nell'Unione europea e negli Stati Uniti. Dal 2005 i rapporti con il Botswana e con il Sudafrica si sono fatti tesi a causa della crisi dei rifugiati: in fuga dall'intollerabile situazione interna, milioni di zimbabwesi tentano di emigrare, e quei due paesi sono ovviamente le mete più scelte. La meta preferita è senz'altro il Botswana, con il quale le relazioni si sono notevolmente deteriorate proprio a causa dell'immigrazione di cittadini provenienti dallo Zimbabwe. Per evitare l'arrivo di un numero tanto grande di persone è stato messo in piedi un lungo muro elettrificato. A detta di Mugabe è stata così creata la versione africana del muro di sicurezza di Israele e una serie di tante piccole strisce di Gaza.
Lo Zimbabwe fa parte dell'ONU e dell'Unione Africana. Nel dicembre 2003 è uscito dal Commonwealth, dopo che il paese ne era stato sospeso a causa delle sue politiche.

## Economia

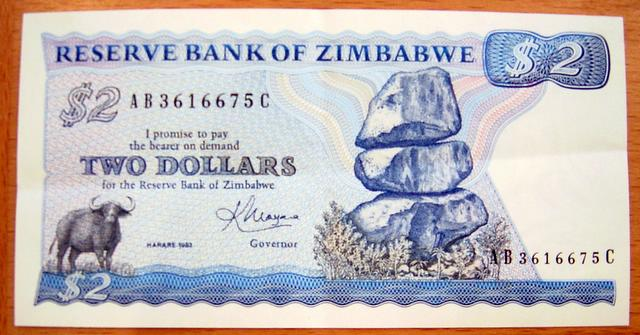
Dollaro dello Zimbabwe, banconota da due dollari

Un tempo florido, il paese sta attraversando oggi una spaventosa crisi che, oltre a essere umanitaria e politica, è anche economica. L'economia nazionale è infatti in recessione, mentre quella di tutti gli altri paesi africani, anche quelli più poveri, è in crescita positiva. Il PIL zimbabwese è il solo PIL africano ad avere crescita negativa.
L'economia dello Zimbabwe è basata sulla produzione agricola, sulle attività estrattive e sulla produzione di manufatti. Le infrastrutture sono scarsamente sviluppate anche se il sistema stradale è di buon livello e consente spostamenti rapidi. Oltre il 50% della popolazione vive su terre pubbliche, il 17% del territorio è distribuito fra le aziende agricole (commercial farms), mentre il 3% è costituito dalle aree destinate alla re-distribuzione.
L'inflazione del Dollaro dello Zimbabwe è stata una delle più alte mai registrate nel mondo e la sua crescita sembra senza fine: è stata ufficialmente del 7 892% nel settembre 2007, ma secondo stime non ufficiali del mese precedente è probabile un valore reale del 13 000%, una vera e propria iperinflazione. Altre stime l'attestavano intorno al 15 000%. La Reserve Bank of Zimbabwe ha dichiarato nel febbraio 2008 un tasso ufficiale del 26 470% nel novembre 2007. Lo stesso dato è salito al 66 000% a dicembre 2007, al 100 000% nel gennaio 2008, al 165 000% nel maggio 2008 e al 355 000% all'inizio del luglio dello stesso anno.
Qualsiasi prodotto ha costi altissimi: medici e infermieri non si recano al lavoro perché i trasporti sono troppo dispendiosi, manca il denaro per mettere benzina nelle ambulanze (la benzina è peraltro carente), le quali per questo non possono circolare; anche il servizio telefonico non funziona. L'inflazione ha costretto all'introduzione di biglietti da 250 000, 500 000 e 750 000 dollari. Al mercato nero la banconota da 750 000 dollari vale meno di mezzo dollaro statunitense, circa 35 centesimi di euro. La Banca Centrale ha introdotto le nuove banconote dal 1º gennaio 2008. Nel giugno 2008 l'inflazione è balzata dal 2,2 milioni percentuali di maggio a 11,027 milioni per cento. Nel luglio 2008 ha poi raggiunto i 231 milioni per cento. L'ultima rilevazione ufficiale parla, a novembre 2008, di un dato inaudito: 8,97×1022%. Nel gennaio 2009 la Banca centrale ha introdotto una banconota da 100 trilioni di dollari, che al cambio reale varranno 33 dollari USA, ma ad aprile la moneta smette di avere valore legale e al suo posto ne sono utilizzate altre.
La disoccupazione è dell'80%, e la stessa percentuale della popolazione vive sotto la soglia di povertà. La disastrosa riforma agraria del 2000, il denaro speso per l'intervento militare nella guerra civile nella Repubblica Democratica del Congo e la sospensione degli aiuti internazionali a causa delle politiche di Mugabe hanno provocato il tracollo economico attuale. Il debito pubblico e quello internazionale sono abbastanza gravosi, ma nell'ottobre 2007 buona parte del debito con il Fondo Monetario Internazionale è stato pagato, anche di fronte alla minaccia di espellere lo Zimbabwe dall'organizzazione.
Nel 2015 il dollaro zimbabwese venne ritirato dalla circolazione e dichiarato fuori corso; dopo alcuni anni di utilizzo di sole valute straniere all'interno del Paese, nel 2019 è stato emesso il dollaro RTGS, la nuova valuta nazionale, che tuttavia rimane affiancato alle valute estere ancora circolanti.
A seguito di un rapido deprezzamento del dollaro RTGS sui mercati azionari nei primi mesi del 2024 e con un'inflazione al 55% registrata nel mese di marzo del 2024, l'8 aprile 2024 il dollaro RTGS è stato sostituito da una nuova valuta, lo Zimbabwe Gold (ZiG), agganciata ad un paniere di beni materiali composto da valute estere, oro ed altri metalli preziosi.

### Settore primario
Nel 2000, dopo il fallimento di una trattativa triangolare con il governo inglese e i proprietari terrieri bianchi, il governo di Mugabe ha espropriato senza indennizzi buona parte degli agricoltori bianchi dello Zimbabwe, che complessivamente possedevano e fruttificavano il 70% delle terre coltivabili del paese. Queste sono state regalate ad amici del presidente e a più o meno presunti ex-combattenti, generalmente inesperti di agricoltura, mentre gli ex proprietari bianchi (in particolare 4 000 tra i membri della Zimbabwe Commercial Farmers Union) sono fuggiti o sono stati espulsi: come risultato, la produzione agricola nel 2003 è crollata a circa un terzo di quella del 1999 e degli anni precedenti.
Il settore agricolo versa oggi nel caos più completo. Il paese, un tempo grande esportatore, dipende ora esclusivamente dalle importazioni. Molte regioni stanno attraversando una gravissima carestia.
All'agricoltura, ormai niente più che di sussistenza, si affiancava un tempo anche il taglio di legni pregiati. La percentuale di terra coltivata è ormai alquanto bassa (7,5%). Le colture più diffuse sono: mais, frumento, canna da zucchero, sorgo, frutta, tabacco, caffè, arachidi, cotone e tè. Prati e pascoli occupavano circa il 43% del territorio e venivano utilizzati per l'allevamento, che era in discreta crescita e copriva il fabbisogno interno permettendo talvolta esportazioni. Il patrimonio zootecnico è perlopiù costituito da bovini, caprini e volatili.

### Settore secondario
Il sottosuolo è ricco di oro, nichel, argento, antimonio, platino, cobalto, tungsteno, amianto e cromo, ma petrolio e gas naturale mancano. I giacimenti minerari sono diffusissimi in tutto il paese e fin dall'inizio dell'epoca coloniale costituirono la base dello sviluppo.
Metà delle industrie si occupano della trasformazione dei prodotti agricoli. Le principali città industriali sono la capitale Harare, nella quale vi è un cementificio, Bulawayo e Mutare. Bulawayo è il più grande centro economico del paese e presso Mutare, nella località di Faruke, è presente una raffineria di petrolio.

### Settore terziario e bilancia commerciale
Il settore terziario, un tempo all'avanguardia, è oggi scadente. Anche il turismo, un tempo fonte primaria dello Stato, è crollato. Esso si concentra sulle rovine di Grande Zimbabwe, sulle cascate Vittoria, sul lago Kariba e sui numerosi parchi nazionali.
Per quanto riguarda il commercio estero, i principali partner sono Sudafrica e Cina, verso le quali vanno le maggiori esportazioni e dalle quali provengono le maggiori importazioni. Il Sudafrica è in testa per entrambe. La Cina è ormai il primo tra i paesi investitori nello Zimbabwe: oltre 35 società cinesi sono presenti nel paese. I rapporti economici tra i due stati si stanno intensificando in campo educativo, agricolo e finanziario.

## Ambiente

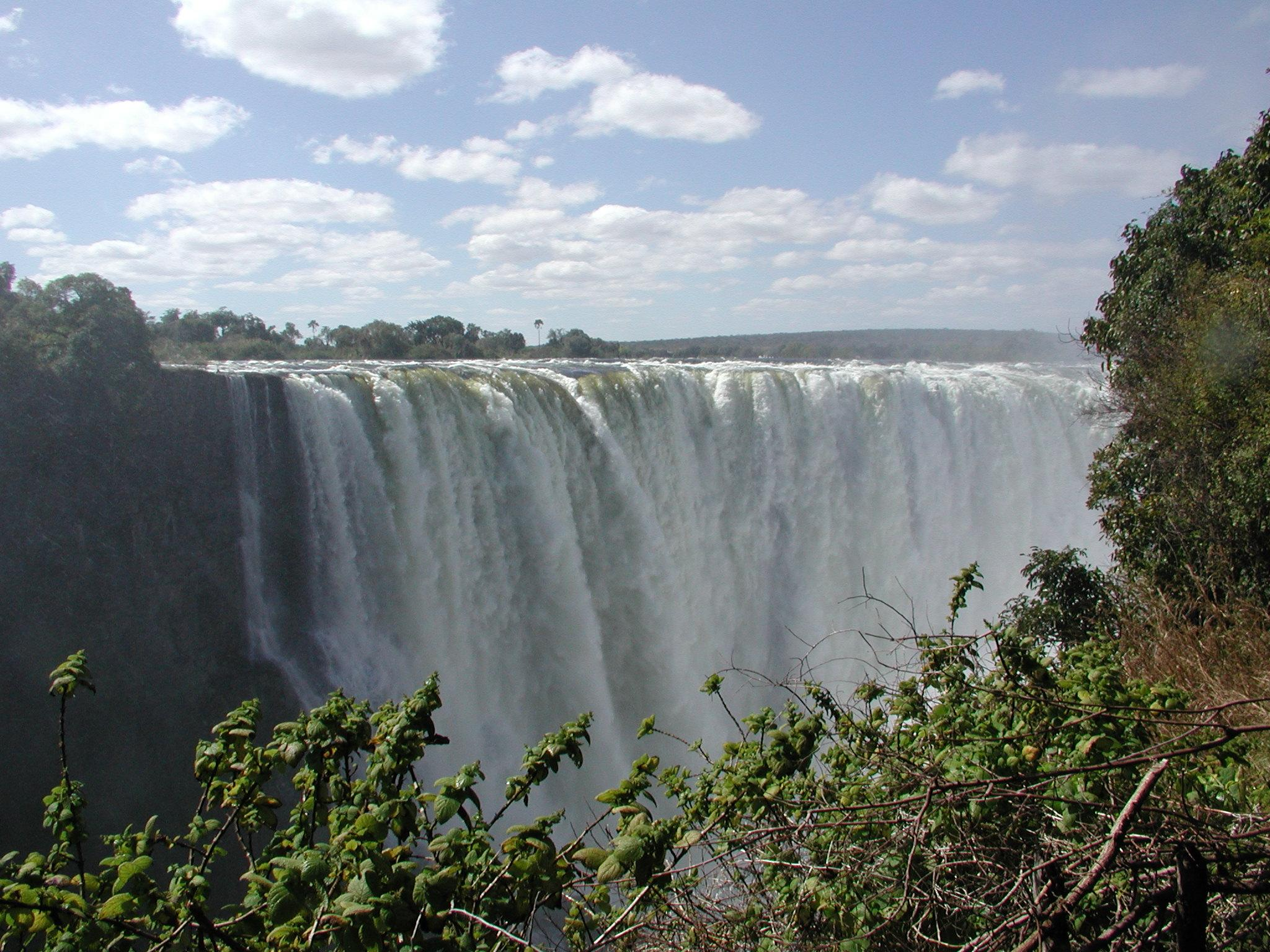
Cascate Vittoria

Il 14,5% (2005) del territorio è totalmente o parzialmente protetto.
La vegetazione è per lo più costituita da rade foreste decidue (tree Veld) e nella parte con meno precipitazioni da savana nella quale prevalgono le acacie e i baobab. Lungo lo Zambesi si ha la foresta a galleria. La fauna è costituita soprattutto da elefanti, leoni, ippopotami e antilopi.
La protezione dell'ambiente fu una caratteristica peculiare del governo rhodesiano sin dagli anni venti. Nel corso del tempo furono istituite nove riserve e un parco nazionale (Hwange National Park, di 1 456 000 ettari, inaugurato nel 1949). In seguito anche le riserve furono trasformate in parchi nazionali. Nel 1975 fu approvata una nuova legge che istituì nuove tipologie di aree protette come le riserve botaniche, i santuari e le aree safari.
In seguito agli sconvolgimenti sociopolitici iniziati con gli anni ottanta, l'attività di cura e protezione dell'ambiente è passata in secondo piano. Le stesse strutture ricettive hanno subito una depressione, date le difficoltà di gestione ambientale.
La gestione delle aree protette è affidata per legge al Ministero delle risorse naturali e del turismo.
I dieci parchi nazionali del paese sono:
- Chimanimani National Park
- Chizarira National Park
- Gonarezhou National Park
- Hwange National Park
- Kazuma Pan National Park
- Mana Pools National Park
- Matobo National Park
- Matusadona National Park
- Nyanga National Park
- Zambesi National Parks noto anche come Victoria Falls National Park
- Lake Kariba

## Cultura

### Arte

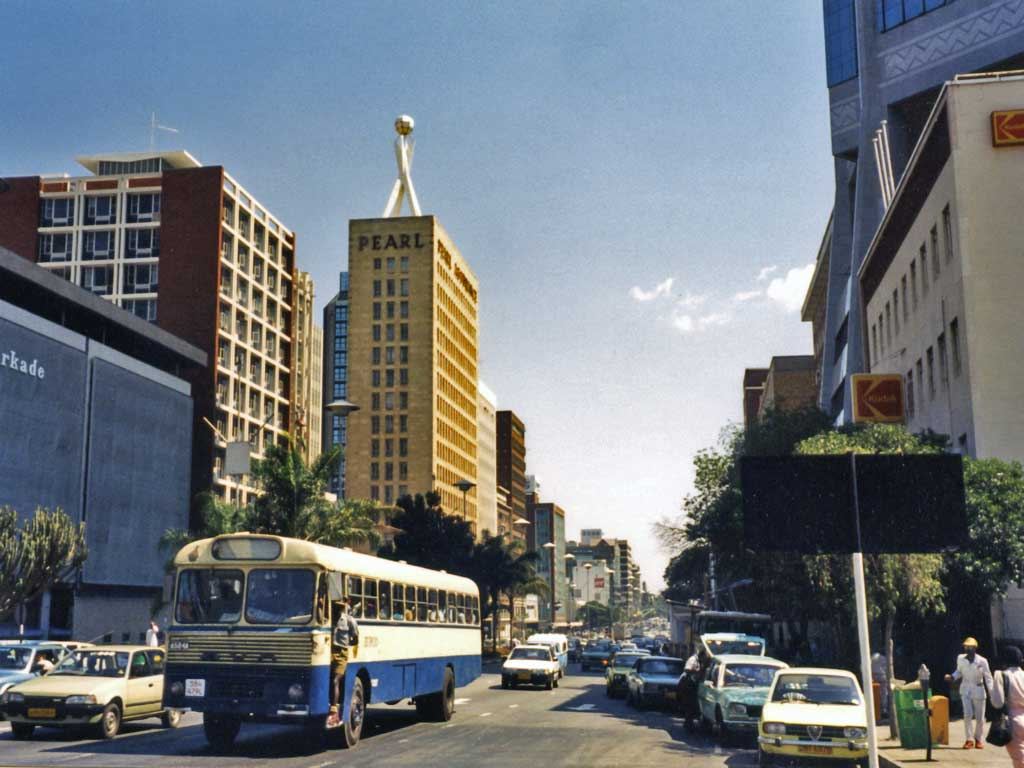
Il Centro di Harare nel 1995

Abitato da una notevole varietà di genti, lo Zimbabwe ospita al suo interno una diversità di culture ampia, da quella animista e tradizionale dei piccoli villaggi bantu, a quella di stampo anglosassone tipica della componente bianca e, in generale, dei centri urbani: Salisbury fu una delle città più moderne e organizzate del continente africano; nonostante mantenga la fisionomia anglosassone, la Harare odierna è tuttavia in una situazione di regresso desolante.
Le arti tradizionali del paese includono ceramiche, ceste, tessuti, gioielli e lavori di intaglio. La scultura Shona oltre a caratteristiche culturali tipiche presenta anche nette influenze di gusto europeo; un tema ricorrente nell'arte dello Zimbabwe è la trasformazione dell'uomo in bestia.
Negli anni quaranta il filantropo Jairos Jiri cominciò a insegnare ai disabili varie pratiche artistiche incentrando le loro produzioni sullo smercio in molti punti di vendita del paese. Ciò contribuì a migliorare la situazione economica di molte famiglie disagiate, introducendole alle attività commerciali: il sistema divenne così molto popolare e ancor oggi i centri di Jairos Jiri rimangono una parte importante della produzione artistica dello Zimbabwe. Orientativamente, queste produzioni non sono molto dissimili da quelle delle arti tradizionali (ceramiche, ceste, utensileria).
Specialmente tra i membri della minoranza bianca è sempre stato di moda il teatro, e in molti centri urbani operano numerose compagnie teatrali.
Molti artisti zimbabweani hanno un seguito internazionale notevole, in special modo scultori e musicisti. I principali scultori sono Tapfuma Gudsa e Henry Muyradzi, che hanno influenzato molto lo stile degli artisti neri statunitensi.

### Patrimoni dell'umanità
Diversi siti dello Zimbabwe sono stati iscritti nella Lista dei patrimoni dell'umanità dell'UNESCO.

### Produzione letteraria
In ambito letterario si sono distinti, tra gli altri, Dambudzo Marechera, Tsitsi Dangarembga e NoViolet Bulawayo, che ha ottenuto diversi riconoscimenti internazionali e autrice del romanzo C'è bisogno di nuovi nomi (2013).

### Musica
Tipico strumento della tradizione musicale dello Zimbabwe è la m'bira. Musicisti di rilievo sono Thomas Mapfumo e Oliver Mtukudzi.

### Tradizioni
Le tradizioni, cui contribuiscono le varie etnie del paese ognuna con le proprie istanze, sono basate su una grande spiritualità data da un substrato di tipo animistico su cui poi attecchì il cristianesimo. Ciò si esprime non solo nelle feste, ma anche nelle attività giornaliere con l'attenzione particolare data alla meditazione, alla preghiera e alla riflessione.

### Gastronomia
La cucina dello Zimbabwe risente anche delle influenze della cucina europea.

### Missioni spaziali
- 7 novembre 2022: viene lanciato ZIMSAT-1, primo satellite in orbita dello Zimbabwe [69].

## Ricorrenza nazionale
- 18 aprile: Independence Day: si celebra l'indipendenza dal Regno Unito, nel 1980.

## Sport
Circa lo sport, i più seguiti sono il cricket e il calcio, ma anche il rugby è popolare, specie tra i bianchi. La nazionale di calcio dello Zimbabwe, controllata dalla Federazione calcistica dello Zimbabwe, non è mai riuscita a qualificarsi ai Mondiali, ma è riuscita a qualificarsi alla Coppa d'Africa nel 2004; qualificatasi anche nel 2006, ha battuto il forte Ghana. Tuttavia, vista la mancata qualificazione all'edizione del 2008, il ct Charles Muhlauri è stato sostituito con Josè Claudinei Georgini, noto come Valinhos, allenatore brasiliano. Il più celebre giocatore zimbabwese è stato certamente Bruce Grobbelaar.
Il paese può vantare anche ottimi tennisti (soprattutto nel doppio), come i fratelli Cara (vincitrice di dieci Slam tra doppio e doppio misto ed ex doppista numero 1 al mondo), Wayne (vincitore di quattro Slam tra doppio e doppio misto tra cui due con Cara) e Byron Black (vincitore del Roland Garros 1994 ed ex numero 1 al mondo). Nell'automobilismo, invece, sta emergendo il nome di Conrad Rautenbach, figlio di Billy Rautenbach (uomo d'affari vicino al presidente Mugabe), che partecipa al Campionato Mondiale Rally 2008 con una Citroën C4 WRC. Si ricordano anche i piloti del motomondiale Jim Redman e Gary Hocking, rispettivamente 6 e 2 volte campioni del mondo.
Nel rugby a 15 lo Zimbabwe ha partecipato a due edizioni della Coppa del Mondo di rugby, nel 1987 e nel 1991, senza però riuscire a superare la fase a gironi e disputa regolarmente l'Africa Cup che ha conquistato nel 2012. Data la mancanza di un campionato professionistico la maggior parte dei giocatori migra verso paesi che possono dar loro questa possibilità, in particolare si segnalano giocatori come Bobby Skinstad, Tendai Mtawarira, che hanno vinto la Coppa del Mondo con il Sudafrica, e David Pocock. I fratelli Tsimba Richard e Kennedy sono stati inseriti nel World Rugby Hall of Fame.

### Giochi olimpici
La prima medaglia d'oro olimpica (e prima medaglia olimpica) per lo Zimbabwe fu conquistata nell'hockey su prato, competizione a squadre femminile, ai Giochi olimpici di Mosca 1980. Nelle Olimpiadi lo Zimbabwe ha vinto in tutto sette medaglie, tutte al femminile: una è stata conseguita ai boicottati giochi estivi di Mosca del 1980 in hockey su prato, tre alle Olimpiadi di Atene del 2004 e quattro alle Olimpiadi di Pechino nel nuoto per opera di Kirsty Coventry. In questa disciplina sono stati ottenuti risultati buoni anche ai Giochi del Commonwealth e a quelli africani.